# Leendert Abrahampolder
De Leendert Abrahampolder was een polder en een waterschap in de gemeente Kats op Noord-Beveland, in de Nederlandse provincie Zeeland.
Op 24 oktober 1848 kreeg de Ambachtsheer van Kats het octrooi voor de bedijking van enkele schorren ten oosten van het dorp. In 1853 was de bedijking een feit. De polder werd vernoemd naar een van de eigenaren, Leendert Abraham Paardekoper.
Door de hoge kosten van het onderhoud van de zeewering werd om 1879 het verzoek gedaan om de polder calamiteus te laten verklaren. Dit verzoek werd niet gehonoreerd. Een tweede verzoek werd op 5 februari 1883 wel gehonoreerd. In hetzelfde jaar werd het beheer van de zeedijken ondergebracht bij het waterschap Waterkering Leendert Abrahampolder.
Op 1 februari 1953 overstroomde de polder. De polder viel op 20 februari weer droog.